# 巴列德亚夫达拉希斯
巴列德亚夫达拉希斯，是西班牙安达卢西亚自治区马拉加省的一个市镇。 总面积21平方公里，总人口2972人（2001年），人口密度142人/平方公里。